# Zborovodja
Zborovodja je dirigent pevskega zbora. 
V 19.stoletju se je vodenje pevskega zbora razvilo kot posebna panoga dirigiranja, hkrati z razvojem glasbenih oblik zborovskih skladb, ki so doživele razmah na koncertnem in amaterskem področju. Dirigentska tehnika zborovodje je v osnovi ista, kot tehnika dirigenta glasbeno-instrumentalnega ansambla, praviloma pa zborovodja ne uporablja dirigentske paličice.